# Loki (foguete)
O Loki, oficialmente designado 76mm HEAA Rocket T220, também conhecido como Loki Dart, foi um foguete Americano não guiado, cujas origens remontam ao foguete Alemão Taifun, mas diferente deste, usava combustível sólido. Assim como o Taifun, o Loki nunca foi usado em serviço como previsto na sua concepção original, porém mais tarde, foi amplamente utilizado como foguete de sondagem.
Ele teve tanto sucesso nessa função, que muitas outras versões mais avançadas foram desenvolvidas a partir da sua configuração básica, incluindo a versão final chamada Super Loki.

## Origem
O foguete Loki, foi concebido originalmente como um foguete terra-ar, que seria disparado em grandes "salvas", sobre os aviões inimigos. Assim como vários outros foguetes americanos daquela época, o Loki foi baseado num foguete de projeto Alemão da Segunda Guerra Mundial, o Taifun ("tufão"). O problema é que o tamanho do foguete causava uma onda de choque que afetava o voo do foguete que vinha atrás. Essa descoberta, significava que: com este desenho, a concepção original do uso em "salvas" de vários foguetes simultâneamente ficava prejudicado, pois os foguetes acabariam batendo uns nos outros antes mesmo de atingir um avião inimigo.
Características

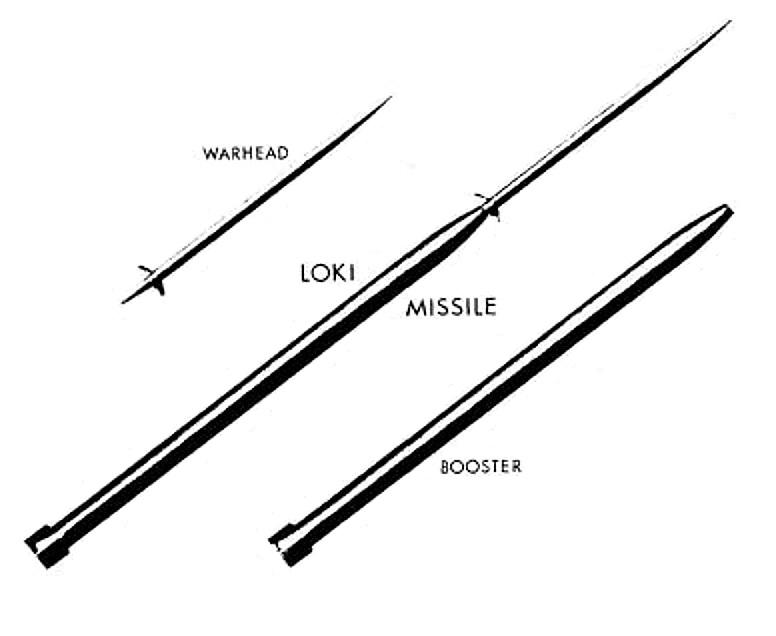
Visão esquemática do foguete Loki.

Motor original do tipo Gás Core Reactor (GCR):
- Altura: 2,69 m
- Diâmetro: 1º estágio 7,6 cm; dardo: 3,5 cm
- Massa: 11 kg
- Velocidade:	6.275 km/h
- Apogeu: 32 km
- Propulsão: JPL original - 14,9 kN por 0,8 s
- Carga útil: explosivo

## Desenvolvimento
Em 1946, o Exército Norte Americano, iniciou estudos iniciou estudos para a substituição da artiharia convencional por um
sistema barato de foguetes não guiados, antes que mísseis guiado smais avançados estivessem disponíveis. Em Novembro de 1948, a Bendix
venceu um contrato para desenvolver o foguete terra-ar Loki. A Bendix projetou o Loki como um motor de primeiro estágio ("booster"), que impulsionava
uma ogiva explosiva em forma de dardo a uma alta velocidade. Depois que o primeiro estágio terminava a sua combustão, ele se separava do segundo estágio
não propulsado, simplesmente devido as diferenças de arrasto aerodinâmico, e o dardo continuava o voo em direção ao alvo, onde ele era detonado por um
temporizador de impacto.
Seguindo o projeto do míssil Alemão, a Bendix de início, começou a trabalhar no projeto de um motor à combustível líquido, mas já prevendo dificuldades,
um desenvolvimento em paralelo de um motor à combustível sólido teve início no Jet Propulsion Laboratory (JPL) em Março de 1951. Em Junho de 1951,
ocorreu o primeiro voo de um foguete Loki à combustível sólido, e já em Fevereiro de 1952, decidiram pelo encerramento do projeto usando a opção de
combustível líquido.
Durante os anos seguintes até 1954, o JPL disparou 3.544 foguetes Loki no seu programa de testes. O resultado desses testes foi a descoberta de que quando
lançados em "salva" a sua dispersão era muito grande, o que inviabilizava o seu uso para tentar atingir aviões (um alvo relativamente pequeno). Isso
ocorria devido ao fato de qua as ondas de choque dos primeiros foguets da "salva" distorciam o voo dos foguetes seguintes. Além disso, o míssil guiado
Nike Ajax muito mais potente e preciso ficou operacional em 1954, tornando o Loki obsoleto como arma. O projeto do foguete Loki para uso como arma,
foi cancelado emSetembro de 1955.

## Foguetes de Sondagem
Apesar do seu cancelamento como arma, isso não foi o fim dos foguetes Loki. Tanto a Marinha quanto a
Aeronáutica Norte Americanas usaram o Loki como os primeiros, de uma longa série de foguetes de sondagem do
tipo "Booster-Dardo". Os primeiros exemplos foram o XRM-82 da Força Aérea e o Loki-Wasp da Marinha, e vários outros se seguiram.
Um modelo conhecido como HASP (High Altitude Sounding Projectile) era lançado a partir do cano de um lançador militar. Para estabilizar o HASP durante o disparo, as pequenas aletas do "dardo" eram encaixadas no cano do lançador, causando uma rotação.

### Modelo XRM-82
Características
- Altura: 2,63 m
- Diâmetro: 1º estágio 7,6 cm; dardo: 3,5 cm
- Massa: 13 kg
- Velocidade:	6.275 km/h
- Apogeu: 55 km
- Propulsão: JPL 132A - 9 kN por 1,9 s
- Carga útil: lâminas metalizadas reflexivas

### Modelo Loki Wasp
Características
- Altura: 2,63 m
- Diâmetro: 1º estágio 7,6 cm; dardo: 3,5 cm
- Massa: 11 kg - (13 kg com Loki II)
- Velocidade:	4.800 km/h - (5.950 km/h com Loki II)
- Apogeu: 35 km - (56 km com Loki II)
- Propulsão: 10 kN por 1,9 s com Loki II)
- Carga útil: lâminas metalizadas reflexivas - (radiossonda com Loki II)

### Modelo Loki Rockoon
Características (lançado a partir de um balão)
- Altura: 2,43 m
- Diâmetro: 1º estágio 7,6 cm;
- Massa: 13 kg
- Velocidade:	5.950 km/h
- Apogeu: 100 km
- Propulsão: 9,1 kN por 1,9 s
- Carga útil: vários experimentos

### Modelo Loki Rocksonde 200
Características
- Altura: 2,64 m
- Diâmetro: 1º estágio 7,6 cm; dardo: 3,5 cm
- Massa: 13,4 kg
- Velocidade:	6.275 km/h
- Apogeu: 60 km
- Propulsão: CDC RM-2210 - 9 kN por 1,9 s
- Carga útil: lâminas metalizadas reflexivas

### Modelo Loki Datasonde
Características
- Altura: 2,95 m
- Diâmetro: 1º estágio 7,6 cm; dardo: 3,5 cm
- Massa: 15 kg
- Velocidade:	?
- Apogeu: 60 km
- Propulsão: Aero Dyne SR71-AD-1 - 9,55 kN por 1,9 s
- Carga útil: pacote de instrumentos com paraquedas metalizado

### Modelo Super Loki Datasonde
Características
- Altura: 3,34 m
- Diâmetro: 1º estágio 10,2 cm; dardo: 5,4 cm
- Massa: 31 kg
- Velocidade:	5.800 km/h
- Apogeu: 70 km
- Propulsão: Aero Dyne SR110-AD-1 - 25 kN por 2,1 s
- Carga útil: pacote de instrumentos com paraquedas metalizado

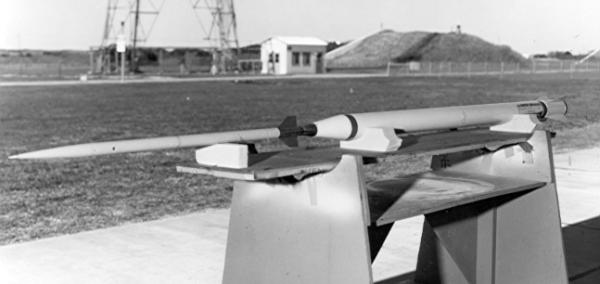
Um Super Loki aguardando o lançamento.